# Königlich-Sächsische Triangulirung
Die Königlich-Sächsische Triangulirung (hier mit dem historischen Eigennamen) ist eine in den Jahren 1862 bis 1890 auf dem Staatsgebiet des Königreiches Sachsen durchgeführte Landesvermessung mit gleichzeitiger Erstellung eines trigonometrischen Netzes.
Ziel war es, das Staatsgebiet wissenschaftlich-geodätisch exakt zu erfassen und mit der Festlegung dauerhaft vermarkter Festpunkte die Grundlage für die Herstellung genauer Kartenwerke zu schaffen. Als maßstabsgebende Basis wurde die Großenhainer Grundlinie bestimmt.

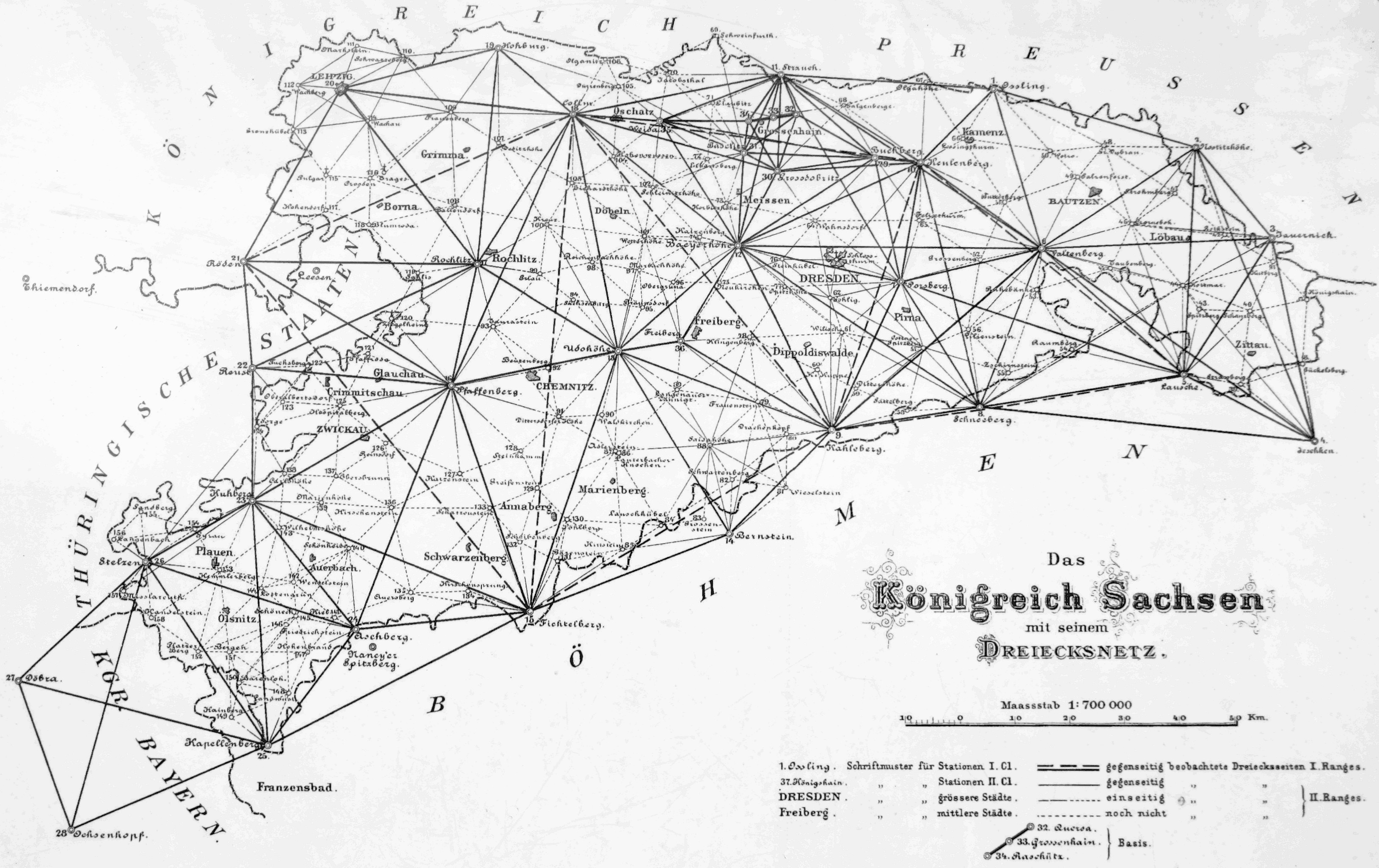
Sächsisches Triangulationsnetz von 1890

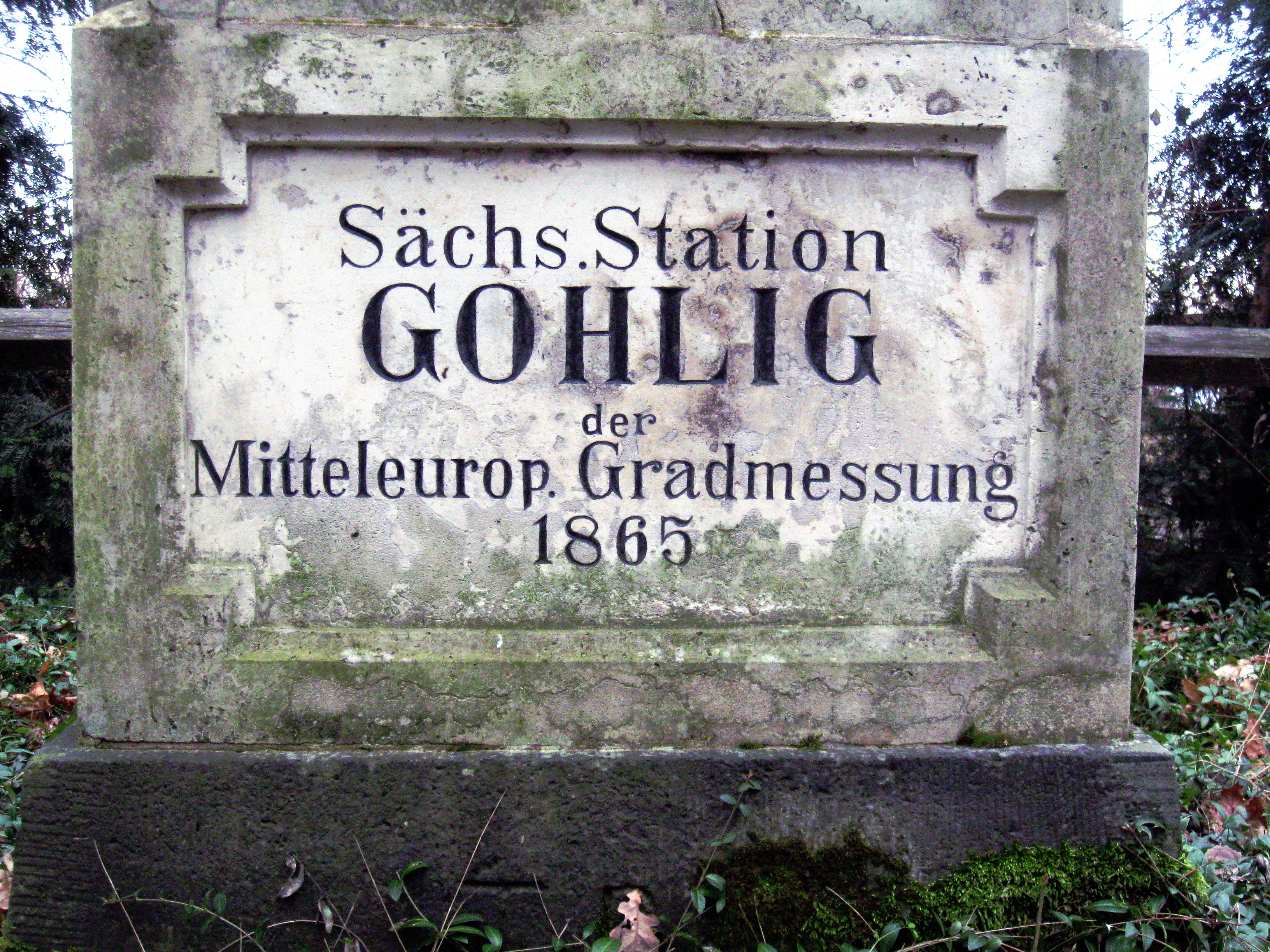
Sockelgravur der Triangulationssäule auf dem Gohlig

## Geschichte und Denkmalstatus
Das Landesamt für Denkmalpflege Sachsen beschreibt die Triangulierungssäulen wie folgt:
Im Zeitraum 1862 bis 1890 erfolgte im Königreich Sachsen eine Landesvermessung, bei der zwei Dreiecksnetze gebildet wurden. Zum einen handelt es sich um das Netz für die Gradmessung im Königreich Sachsen (Netz I. Classe/Ordnung) mit 36 Punkten und die Königlich Sächsische Triangulierung (Netz II. Classe/Ordnung) mit 122 Punkten. Geleitet wurde diese Landesvermessung durch Christian August Nagel, wonach die Triangulationssäulen auch als „Nagelsche Säulen“ bezeichnet werden. Dieses Vermessungssystem war eines der modernsten Lagenetze in Deutschland. Die hierfür gesetzten Vermessungssäulen blieben fast vollständig an ihren ursprünglichen Standorten erhalten. Sie sind ein eindrucksvolles Zeugnis der Geschichte der Landesvermessung in Deutschland sowie in Sachsen. Das System der Vermessungssäulen beider Ordnungen ist in seiner Gesamtheit ein Kulturdenkmal von überregionaler Bedeutung.

## Netzstruktur
Insgesamt umfasste das Triangulationsnetz 158 Stationen erster und zweiter Ordnung. Damit war es seinerzeit eines der engmaschigsten und fortschrittlichsten in Europa. Die 29 Punkte 1. Ordnung hatten gegenseitige Abstände von 30 bis 50 Kilometern (im Durchschnitt 40 km), jene der 2. Ordnung von rund 20 km.
Die Stationen der 1. Ordnung dienten der Mitteleuropäischen Gradmessung, während die Stationen der 2. Ordnung zusätzlich der sächsischen Triangulierung dienten.
Das Vermessungsnetz umfasste etwa 16.000 km² (heutige Fläche Sachsens 18.420 km²). Die längste Netzseite misst 53 km, an der Südgrenze konnten über böhmisches Staatsgebiet einige Netzdiagonalen bis zu 60 km Länge beobachtet werden.

## Verlängerung zum Meridianbogen
Bald nach Arbeitsbeginn wurde mit Österreich-Ungarn vereinbart, das grenznahe Dreiecknetz rund um die maßstabgebende Großenhainer Grundlinie in Richtung Süden mit dem böhmischen Vermessungsnetz zu verbinden. Durch den 1866 ausgebrochenen preußisch-österreichischen Krieg stockte das Projekt längere Zeit, wurde aber schließlich sogar zu einem Teil des 700 km langen Meridianbogens Großenhain-Kremsmünster-Pola.

## Berechnung

Allgemeines Dreieck

Die Position der Messpunkte A und B sei bekannt, somit auch deren Entfernung (Strecke c). Die Position von Punkt C soll ermittelt werden. Mittels Peilscheibe oder Theodolit  wird von Position A aus der Winkel {\displaystyle \alpha } zwischen der Linie AB und der Linie AC gemessen.
Ebenso wird von Position B aus der Winkel {\displaystyle \beta } gemessen.
Die Länge der unbekannten Strecken a und b berechnet sich:   a = c*sin {\displaystyle \alpha } / sin {\displaystyle \gamma } und b = c*sin {\displaystyle \beta } / sin {\displaystyle \gamma }. Der Schnittpunkt der um A und B mit Radius b und a geschlagenen Kreise ist die Position C.
Dieses Messverfahren bedingt natürlich, dass alle Punkte frei sichtbar sind. Viele der damals zur Triangulation genutzten Berggipfel waren allerdings deutlich weniger bewaldet als heute und Sichtbeziehungen zu anderen Stationen mussten zusätzlich durch das Schlagen von Schneisen ermöglicht werden. Heute sind viele Standorte der Triangulationssäulen weitgehend zugewachsen.
Die Messung eines Winkels mit einem Theodolit ist, wie alle optischen Messverfahren, immer mit einer Ungenauigkeit behaftet. Man wird deshalb versuchen, von mehr als zwei bekannten Punkten aus die Messungen durchzuführen und den gesuchten Punkt in die Mitte der ermittelten Ergebnisse legen.

## Triangulationssäulen
Die Triangulationssäulen stehen als Technische Denkmale (Sachgesamtheit Königlich-Sächsische
Triangulierung [„Europäische Gradmessung im Königreich Sachsen“]) unter Denkmalschutz.

### Stationen 1. Ordnung
Die Festpunkte sind jeweils etwa 50–60 Kilometer vom Nächstverorteten entfernt. Zum Zeitpunkt der Vermessung waren von jeder Station 1. Ordnung mindestens drei weitere Stationen der gleichen Ordnung direkt beobachtbar, also die Visuren gut sichtbar.
| Nr. | Station                 | Bemerkung | Geografische Lage            | Foto                                              |
| --- | ----------------------- | --- | ---------------------------- | ------------------------------------------------- |
| 1   | Ossling                 | Säule wegen eines Steinbruches 1994 vom Gipfel des Oßlinger Berges in den Ort Oßling versetzt (51° 21′ 36″ N, 14° 9′ 59″ O) | 51° 21′ 40″ N, 14° 9′ 26″ O  | Station Nr. 1 „Oßling“ (1864)                     |
| 2   | Nostitzhöhe             | östlich von Groß Radisch gelegene Anhöhe; Säule erstmals 1863 errichtet, 1868 durch Sturmfolgeschäden zerstört; Ziegelsteinpfeiler unbekannten Datums an geändertem Standort, nahe dem Monument wiederaufgestellt; siehe Monumentberg, J.C.A.v.Nostitz | 51° 15′ 25″ N, 14° 42′ 15″ O |                                                   |
| 3   | Jauernick               | auf dem Schwarzen Berg, damals Provinz Schlesien | 51° 5′ 39″ N, 14° 53′ 51″ O  | Station Nr. 3 „Jauernick“                         |
| 4   | Jeschken                | in Böhmen, heute Ještěd der 1867 genutzte österreichische Pfeiler ist heute nicht mehr vorhanden | 50° 43′ 58″ N, 14° 59′ 6″ O  |                                                   |
| 5   | Lausche                 | Die Vermessungssäule wurde 1941 abgebaut. | 50° 50′ 56″ N, 14° 38′ 49″ O |                                                   |
| 6   | Valtenberg              | Der Triangulationspunkt befindet sich auf der Aussichtsplattform des Aussichtsturmes. | 51° 4′ 27″ N, 14° 16′ 43″ O  | Station Nr. 6 „Valtenberg“ (1864)                 |
| 7   | Porsberg                | auf dem Borsberg bei Dresden | 51° 0′ 46″ N, 13° 54′ 12″ O  | Station Nr. 7 „Porsberg“ (1865)                   |
| 8   | Schneeberg              | Hoher Schneeberg (Böhmen, heute Děčínský Sněžník), steinerner Vermessungspunkt auf der Aussichtsplattform des Turms nicht mehr existent | 50° 47′ 35″ N, 14° 6′ 31″ O  |                                                   |
| 9   | Kahleberg               | Der Turm für den Triangulationspfeiler wurde 1962 abgetragen. Das Fundament wurde 1963 wiederhergestellt. | 50° 45′ 6″ N, 13° 44′ 1″ O   | Station Nr. 9 „Kahleberg“ (1864)                  |
| 10  | Keulenberg              | Die Triangulationssäule ist mit dem Aussichtsturm überbaut. | 51° 13′ 38″ N, 13° 57′ 22″ O | Station Nr. 10 „Keulenberg“ (1864)                |
| 11  | Strauch                 | auf der Heidehöhe bei Strauch (Großenhain) | 51° 23′ 5″ N, 13° 34′ 31″ O  | Station Nr. 11 „Strauch“                          |
| 12  | Baeyerhöhe              | Anhöhe bei Klipphausen nach dem Geodäten Johann Jacob Baeyer, einen der Begründer der europäischen Gradmessung, benannt. Die Säule wurde 1999 um ca. 4 Meter versetzt.                                                                                 | 51° 4′ 28″ N, 13° 27′ 58″ O  | Station Nr. 12 „Baeyerhöhe“ (1866)                |
| 13  | Udohöhe                 | bei Oederan, Der Pfeiler steht heute etwa 25 m weiter nördlich. | 50° 52′ 58″ N, 13° 9′ 32″ O  | Station Nr. 13 „Udohöhe“                          |
| 14  | Bernstein               | auf dem Bernsteinberg (Böhmen, heute Medvědí skála) Reste des Ziegelpfeilers sind vorhanden. | 50° 34′ 14″ N, 13° 27′ 52″ O |                                                   |
| 15  | Fichtelberg             | Säule wurde wegen des Neubaus des Fichtelberghauses 1965 rund 80 m nach Süden verlegt. | 50° 25′ 42″ N, 12° 57′ 15″ O | Station Nr. 15 „Fichtelberg“ (1864)               |
| 16  | Pfaffenberg             | bei Hohenstein-Ernstthal, auf dem Pfaffenberg hinter dem gerade in Bau befindlichen neuen Wasserhochbehälter | 50° 48′ 43″ N, 12° 43′ 22″ O | Station Nr. 16 „Pfaffenberg“                      |
| 17  | Rochlitz                | Auf dem Friedrich August II – Turm auf dem Rochlitzer Berg | 51° 1′ 36″ N, 12° 46′ 15″ O  |                                                   |
| 18  | Collm                   | Auf dem Albertturm auf dem Collmberg | 51° 18′ 13″ N, 13° 0′ 38″ O  | Station Nr. 18 „Collm“                            |
| 19  | Hohburg                 | auf dem Löbenberg, nach 1930 wurde der Pfeiler entfernt | 51° 25′ 13″ N, 12° 47′ 44″ O |                                                   |
| 20  | Leipzig                 | Pfeiler A, B und C auf dem Turm der abgerissenen Pleißenburg | 51° 20′ 11″ N, 12° 22′ 21″ O | Station Nr. 20 „Leipzig“                          |
| 21  | Röden                   | bei Zeitz, an der Straße zwischen Röden und Kuhndorf, damals Provinz Sachsen | 51° 1′ 9″ N, 12° 8′ 59″ O    | Station Nr. 21 „Röden“                            |
| 22  | Reust                   | auf dem Reuster Berg, bei Ronneburg, Thüringen | 50° 49′ 53″ N, 12° 11′ 43″ O |                                                   |
| 23  | Kuhberg                 | bei Brockau | 50° 35′ 57″ N, 12° 13′ 19″ O |                                                   |
| 24  | Aschberg                | bei Klingenthal auf dem Aschberg (Böhmen, heute Kamenáč) | 50° 23′ 22″ N, 12° 30′ 32″ O |                                                   |
| 25  | Kapellenberg            | bei Bad Brambach die Säule steht im Aussichtsturm | 50° 11′ 17″ N, 12° 18′ 2″ O  |                                                   |
| 26  | Stelzen                 | westlich von Plauen die ursprüngliche Säule ist nicht mehr vorhanden | 50° 29′ 18″ N, 11° 56′ 59″ O |                                                   |
| 27  | Döbra                   | Frankenwald, Bayern der Beobachtungspfeiler ist nicht mehr vorhanden | 50° 16′ 42″ N, 11° 38′ 35″ O |                                                   |
| 28  | Ochsenkopf              | Fichtelgebirge, Bayern | 50° 1′ 51″ N, 11° 48′ 36″ O  |                                                   |
| 29  | Buchberg                | auf dem Hinteren Buchberg südwestlich von Königsbrück in der Laußnitzer Heide | 51° 14′ 3″ N, 13° 50′ 6″ O   | Station Nr. 29 „Buchberg“ (1865)                  |
| 30  | Großdobritz             | auf dem Hegelsberg | 51° 12′ 35″ N, 13° 34′ 0″ O  | Station Nr. 30 „Grossdobritz (1866)“              |
| 31  | Baselitz                | südwestlich von Priestewitz | 51° 14′ 23″ N, 13° 28′ 29″ O | Station Nr. 31 „Baselitz (1866)“                  |
| 32  | Großenhainer Grundlinie | Basisende Quersa | 51° 18′ 45″ N, 13° 37′ 15″ O | 32. Basisende Quersa der Großenhainer Grundlinie  |
| 33  | Großenhainer Grundlinie | Basismitte Großenhain, Original von 1869 verloren, 2006 als 33n mit Versatz rekonstruiert | 51° 18′ 18″ N, 13° 33′ 15″ O | Basismitte Großenhain der Großenhainer Grundlinie |
| 34  | Großenhainer Grundlinie | Basisende Raschütz | 51° 17′ 53″ N, 13° 29′ 42″ O | Basisende Raschütz der Großenhainer Grundlinie    |
| 35  | Weida                   | westlich von Riesa | 51° 17′ 44″ N, 13° 14′ 54″ O |                                                   |
| 36  | Freiberg                | Tintenfässel, Reste der ehemaligen Sternwarte am Oberen Forstweg | 50° 54′ 5″ N, 13° 19′ 29″ O  | Station Nr. 36 „Freiberg“                         |

### Stationen 2. Ordnung
Innerhalb des aus 36 Stationen bestehenden Dreiecksnetzes 1. Ordnung wurde gleichzeitig ein engmaschigeres Netz 2. Ordnung mit 122 Festpunkten festgelegt. Die Punkte 2. Ordnung sind etwa 20 km voneinander entfernt.
| Nr. | Station              | Bemerkung | Geografische Lage            | Foto                                                                                        |
| --- | -------------------- | --- | ---------------------------- | ------------------------------------------------------------------------------------------- |
| 37  | Königshain           | heute Działoszyn in Polen, auf dem Heideberg | 50° 59′ 4″ N, 14° 58′ 1″ O   |                                                                                             |
| 38  | Gückelsberg          | auf dem Gickelsberg (Böhmen, heute Výhledy) | 50° 51′ 41″ N, 14° 57′ 49″ O |                                                                                             |
| 39  | Strassberg           | im Zittauer Gebirge auf der Fuchskanzel | 50° 49′ 53″ N, 14° 47′ 45″ O |                                                                                             |
| 40  | Schanzberg           | nordwestlich von Zittau, bei Oberseifersdorf | 50° 57′ 20″ N, 14° 48′ 52″ O |                                                                                             |
| 41  | Hutberg              | östlich von Bernstadt bei Schönau auf dem Eigen | 51° 3′ 18″ N, 14° 53′ 13″ O  |                                                                                             |
| 42  | Rothstein            | auf dem Rotstein östlich von Löbau | 51° 6′ 19″ N, 14° 45′ 54″ O  |                                                                                             |
| 43  | Spitzberg            | bei Oderwitz | 50° 57′ 38″ N, 14° 41′ 27″ O | Station Nr. 43 „Spitzberg“ (1864)                                                           |
| 44  | Kottmar              | südlich von Löbau | 51° 0′ 37″ N, 14° 39′ 22″ O  | Station 44 der Königlich-Sächsischen Triangulierung auf dem Kottmar                         |
| 45  | Taubenberg           | bei Taubenheim/Spree | 51° 1′ 58″ N, 14° 28′ 23″ O  | Station 45 der Königlich-Sächsischen Triangulierung auf dem Taubenberg bei Taubenheim/Spree |
| 46  | Czorneboh            | südöstlich von Bautzen Messingzylinder in einem Eckpfeiler der Turmplattform nicht mehr vorhanden | 51° 7′ 12″ N, 14° 31′ 23″ O  |                                                                                             |
| 47  | Strohmberg           | südlich von Weißenberg | 51° 10′ 32″ N, 14° 39′ 17″ O | Station Nr. 47 „Stromberg“                                                                  |
| 48  | Grossdubrau          | nördlich von Bautzen | 51° 15′ 27″ N, 14° 27′ 33″ O |                                                                                             |
| 49  | Salzenforst          | westlich von Bautzen | 51° 11′ 36″ N, 14° 22′ 36″ O | Station Nr. 49 „Salzenforst“ (1865)                                                         |
| 50  | Wetro                | nordwestlich von Bautzen, Standort wegen Tontagebau versetzt (51° 14′ 26″ N, 14° 17′ 26″ O) | 51° 14′ 45″ N, 14° 18′ 5″ O  |                                                                                             |
| 51  | Butterberg           | bei Bischofswerda, Messingzylinder auf der Turmplattform nicht mehr vorhanden, ursprünglich auf dem nordöstlichen Barrierepfeiler der Plattform montiert (bildlinks oben)                                                                                   | 51° 9′ 21″ N, 14° 11′ 4″ O   | Station Nr. 51 „Butterberg“                                                                 |
| 52  | Grossenberg          | auf Großens Berg bei Langenwolmsdorf | 51° 3′ 1″ N, 14° 7′ 15″ O    | Station Nr. 52 „Grossenberg“                                                                |
| 53  | Ruhebänke            | bei Sebnitz | 50° 59′ 40″ N, 14° 15′ 24″ O |                                                                                             |
| 54  | Raumberg             | bei Hinterhermsdorf (Sächsische Schweiz) | 50° 53′ 57″ N, 14° 20′ 2″ O  | Station Nr. 54 „Raumberg“ (1865)                                                            |
| 55  | Zschirnstein         | bei Bad Schandau auf dem Großen Zschirnstein (Sächsische Schweiz) | 50° 51′ 17″ N, 14° 10′ 35″ O | Station Nr. 55 „Zschirnstein“                                                               |
| 56  | Lilienstein          | bei Königstein (Sächsische Schweiz) | 50° 55′ 51″ N, 14° 4′ 55″ O  | Station Nr. 56 „Lilienstein“                                                                |
| 57  | Cottaer Spitzberg    | südlich von Pirna | 50° 53′ 55″ N, 13° 58′ 5″ O  | Station Nr. 57 „Cottaer Spitzberg“                                                          |
| 58  | Sattelberg           | Böhmen, heute Špičák u Krásného Lesa nur noch das Säulenfundament vorhanden | 50° 46′ 59″ N, 13° 55′ 13″ O |                                                                                             |
| 59  | Dittershöhe          | bei Dittersdorf (Glashütte) | 50° 49′ 46″ N, 13° 47′ 55″ O | Station Nr. 59 „Dittershöhe“                                                                |
| 60  | K-Kuppe              | bei Schmiedeberg, auf der Kohlkuppe | 50° 51′ 7″ N, 13° 41′ 23″ O  |                                                                                             |
| 61  | Wilisch              | südlich von Kreischa | 50° 55′ 15″ N, 13° 44′ 58″ O | Station Nr. 61 „Wilisch“                                                                    |
| 62  | Gohlig               | südlich von Bannewitz (ursprünglich 1. Ordnung; wegen Sichtproblemen in 2. Ordnung abgestuft) | 50° 59′ 0″ N, 13° 43′ 10″ O  | Station Nr. 62 „Gohlig“                                                                     |
| 63  | Schlossthurm         | Hausmannsturm des Dresdner Schlosses der eingegossene Zylinder ist nicht mehr vorhanden | 51° 3′ 11″ N, 13° 44′ 13″ O  | Station Nr. 63 „Schlossturm“                                                                |
| 64  | Wahnsdorf            | bei Radebeul | 51° 7′ 10″ N, 13° 40′ 31″ O  | Station Nr. 64 „Wahnsdorf“                                                                  |
| 65  | Felixturm            | östlich von Radeberg Vermessungssäule 1918 bei einem Blitzeinschlag in den Turm zerstört | 51° 7′ 16″ N, 13° 57′ 0″ O   | Station Nr. 65 „Felixturm“                                                                  |
| 66  | Lessingturm          | auf dem Hutberg bei Kamenz Vermessungssäule befindet sich auf der Turmplattform | 51° 16′ 20″ N, 14° 4′ 41″ O  |                                                                                             |
| 67  | Olgahöhe             | nördlich von Schwepnitz | 51° 22′ 15″ N, 13° 58′ 14″ O | Station Nr. 67 „Olgahöhe“ (1865)                                                            |
| 68  | Galgenberge          | nördlich von Thiendorf | 51° 19′ 47″ N, 13° 44′ 45″ O | Station Nr. 68 „Galgenberge“ (186?)                                                         |
| 69  | Schweinfurth         | nordwestlich von Gröditz | 51° 27′ 10″ N, 13° 24′ 10″ O |                                                                                             |
| 70  | Jacobsthal           | nordöstlich von Strehla | 51° 22′ 48″ N, 13° 16′ 27″ O |                                                                                             |
| 71  | Glaubitz             | östlich von Riesa | 51° 19′ 43″ N, 13° 24′ 40″ O | Station Nr. 71 „Glaubitz“ (1866)                                                            |
| 72  | Eckartsberg          | bei Diesbar-Seußlitz Säule 1945 zerstört | 51° 13′ 26″ N, 13° 23′ 6″ O  |                                                                                             |
| 73  | Korbitzhöhe          | südwestlich von Meißen an der Bundesstraße 101 | 51° 8′ 43″ N, 13° 25′ 59″ O  | Station Nr. 73 Korbitzhoehe                                                                 |
| 74  | Katzenberg           | bei Deutschenbora | 51° 5′ 31″ N, 13° 22′ 12″ O  | Station Nr. 74 „Katzenberg“ (186?)                                                          |
| 75  | Neukirchen           | zwischen Freiberg und Nossen bei Mohorn | 51° 0′ 45″ N, 13° 25′ 1″ O   | Station 75 der Königlich-Sächsischen Triangulirung                                          |
| 76  | Steinhübel           | östlich von Wilsdruff, bei Unkersdorf, die Stationssäule wurde 1999 in Unkersdorf aufgestellt (51° 3′ 20″ N, 13° 35′ 36″ O) | 51° 3′ 3″ N, 13° 35′ 26″ O   | Station Nr. 76 „Steinhübel“ (1869)                                                          |
| 77  | Opitzhöhe            | zwischen Weißig und Tharandt | 50° 59′ 43″ N, 13° 36′ 11″ O | Station Nr. 77 „Opitzhöhe“ (1869)                                                           |
| 78  | Klingenberg          | südlich des Tharandter Waldes auf der Neuklingenberger Höhe | 50° 54′ 44″ N, 13° 31′ 8″ O  |                                                                                             |
| 79  | Frauenstein          | auf dem Sandberg | 50° 48′ 0″ N, 13° 32′ 15″ O  | Triangulationssäule 79, „Frauenstein“                                                       |
| 80  | Drachenkopf          | bei Holzhau | 50° 44′ 37″ N, 13° 36′ 6″ O  | Station Nr. 80 „Drachenkopf“ (1865)                                                         |
| 81  | Wieselstein          | in Böhmen, heute Berg Loučná der Triangulationspfeiler ist nicht mehr vorhanden | 50° 38′ 55″ N, 13° 36′ 37″ O |                                                                                             |
| 82  | Schwartenberg        | bei Neuhausen/Erzgeb. | 50° 39′ 33″ N, 13° 27′ 56″ O | Station Nr. 82 „Schwartenberg“                                                              |
| 83  | Grossenstein         | Eduardstein, bei Kleinhan (Böhmen) heute Eduardův kámen, ohne Beschriftung | 50° 34′ 56″ N, 13° 25′ 42″ O | Station 83 Eduardstein                                                                      |
| 84  | Lauschhübel          | westlich von Rübenau in Böhmen, heute Čihadlo | 50° 35′ 16″ N, 13° 16′ 19″ O |                                                                                             |
| 85  | Hirtstein            | bei Satzung | 50° 32′ 9″ N, 13° 11′ 35″ O  | Station Nr. 85 „Hirtstein“                                                                  |
| 86  | Lauterbacher Knochen | bei Lauterbach | 50° 41′ 26″ N, 13° 9′ 59″ O  | Station Nr. 86 „Lauterbacher Knochen“                                                       |
| 87  | Adlerstein           | beim Kalkwerk Lengefeld | 50° 41′ 57″ N, 13° 9′ 48″ O  | Station Nr. 87 „Adlerstein“                                                                 |
| 88  | Saydahöhe            | nördlich von Sayda | 50° 43′ 36″ N, 13° 25′ 21″ O | Station Nr. 88 „Saydahöhe“                                                                  |
| 89  | Langenauer Tännicht  | südlich von Langenau bei Brand-Erbisdorf | 50° 48′ 59″ N, 13° 18′ 10″ O |                                                                                             |
| 90  | Waldkirchen          | nördlich von Waldkirchen/Erzgeb. | 50° 46′ 11″ N, 13° 7′ 13″ O  | Station Nr. 90 „Waldkirche“                                                                 |
| 91  | Dittersdorfer Höhe   | bei Dittersdorf/Erzgeb. | 50° 45′ 46″ N, 13° 0′ 27″ O  | Station Nr. 91 „Dittersdorfer Höhe“ (1869)                                                  |
| 92  | Beutenberg           | bei Chemnitz im Zeisigwald die Säule ist nicht mehr vorhanden | 50° 50′ 52″ N, 12° 58′ 56″ O |                                                                                             |
| 93  | Taurastein           | bei Burgstädt | 50° 54′ 50″ N, 12° 49′ 20″ O |                                                                                             |
| 94  | Sachsenburg          | nördlich von Frankenberg/Sa. | 50° 57′ 14″ N, 13° 1′ 56″ O  |                                                                                             |
| 95  | Bräunsdorf           | bei Freiberg Säule steht heute rund 2 Meter neben dem ursprünglichen Standort | 50° 56′ 46″ N, 13° 12′ 57″ O | Triangulationssäule Nr. 95 Bräunsdorf                                                       |
| 96  | Obergruna            | in Obergruna bei Nossen | 51° 0′ 45″ N, 13° 18′ 17″ O  | Station Nr. 96 „Obergruna“ (1869)                                                           |
| 97  | Marbachhöhe          | bei Marbach | 51° 2′ 4″ N, 13° 12′ 40″ O   | Station Nr. 97 „Marbacherhöhe“                                                              |
| 98  | Reichenbachhöhe      | Bei Reichenbach südöstlich von Waldheim | 51° 2′ 32″ N, 13° 5′ 0″ O    |                                                                                             |
| 99  | Erlau                | nördlich von Mittweida Säule steht heute rund 16 Meter neben dem ursprünglichen Standort | 51° 0′ 39″ N, 12° 56′ 6″ O   |                                                                                             |
| 100 | Kreuz                | bei Hartha durch Straßenbau 1993 abgebaute Säule 200 m östlich 2012 wiedererrichtet | 51° 6′ 8″ N, 12° 56′ 58″ O   |                                                                                             |
| 101 | Wetterhöhe           | nordöstlich von Roßwein | 51° 5′ 7″ N, 13° 13′ 6″ O    | Station Nr. 101 „Wetterhöhe“                                                                |
| 102 | Schleinitzhöhe       | südwestlich von Lommatzsch bei Churschütz | 51° 10′ 7″ N, 13° 14′ 17″ O  | Station Nr. 102 „Schleinitzhöhe“ (1868)                                                     |
| 103 | Eichardthöhe         | bei Eichardt, Ortsteil der Gemeinde Großweitzschen | 51° 10′ 46″ N, 13° 1′ 0″ O   | Station Nr. 103 „Eichhardthöhe“ (1868)                                                      |
| 104 | Hohenwussen          | Der Triangulationspfeiler wurde in die Kirchhofsmauer eingelassen. | 51° 13′ 49″ N, 13° 7′ 43″ O  |                                                                                             |
| 105 | Dürrenberg           | nördlich von Liebschütz | 51° 21′ 9″ N, 13° 8′ 2″ O    |                                                                                             |
| 106 | Olganitz             | zwischen Belgern und Dahlen | 51° 24′ 43″ N, 13° 5′ 42″ O  |                                                                                             |
| 107 | Deditzhöhe           | bei Deditz östlich von Grimma | 51° 14′ 45″ N, 12° 48′ 51″ O | Station Nr. 107 „Deditzhöhe“ (1873)                                                         |
| 108 | Ballendorf           | östlich von Bad Lausick | 51° 7′ 50″ N, 12° 42′ 14″ O  |                                                                                             |
| 109 | Frauenberg           | zwischen Trebsen/Mulde und Brandis, Berg einschließlich Aussichtsturm mit Vermessungsmarkierung durch einen Steinbruch abgetragen | 51° 18′ 4″ N, 12° 40′ 41″ O  |                                                                                             |
| 110 | Schwarzeberg         | nördlich von Taucha Triangulationspfeiler nicht mehr vorhanden | 51° 24′ 3″ N, 12° 32′ 12″ O  |                                                                                             |
| 111 | Markstein            | nördlich von Leipzig | 51° 25′ 5″ N, 12° 24′ 25″ O  |                                                                                             |
| 112 | Wachberg             | in Rückmarsdorf | 51° 20′ 31″ N, 12° 15′ 18″ O | Station Nr. 112 „Wachberg“                                                                  |
| 113 | Grenzhübel           | nordwestlich von Knautnaundorf Vermessungssäule steht seit 2007 im Ortskern von Knautnaundorf (51° 15′ 17″ N, 12° 16′ 5″ O) | 51° 15′ 36″ N, 12° 15′ 12″ O | Station Nr. 113 „Grenzhübel“                                                                |
| 114 | Wachau               | Galgenberg bei Liebertwolkwitz | 51° 16′ 50″ N, 12° 26′ 52″ O | Station Nr. 114 „Wachau“                                                                    |
| 115 | Pulgar               | westlich von Lippendorf, heute durch das Chemische Werk Böhlen überbaut, bis zur Errichtung der Säule am Bodenpunkt Peres wurde der Kirchturm Pulgar benutzt                                                                                                | 51° 11′ 20″ N, 12° 21′ 4″ O  |                                                                                             |
| 116 | Crossen/Trages       | nördlich von Borna, auf dem Geier-Berg (heute im Hainer See) westlich der Vorwerks Crossen, 1988/1989 durch den Braunkohletagebau beseitigt, bis zur Errichtung des Vermessungspfeilers wurde der Kirchturm Trages (51° 11′ 32″ N, 12° 31′ 36″ O) angezielt | 51° 10′ 32″ N, 12° 28′ 35″ O | Kirche Trages                                                                               |
| 117 | Hohendorf            | nördlich von Lucka, bis zur Aufstellung der Säule am Bodenpunkt am östlichen Ortsrand wurde der Kirchturm Hohendorf anvisiert, zwischen Bodenpunkt und Dorfkirche liegen etwa 250 m                                                                         | 51° 6′ 56″ N, 12° 20′ 13″ O  |                                                                                             |
| 118 | Blumroda             | südwestlich von Borna der als Granitquader ausgelegte Vermessungspunkt ist nicht mehr vorhanden | 51° 5′ 39″ N, 12° 28′ 51″ O  |                                                                                             |
| 119 | Sahlis               | südlich von Frohburg | 51° 0′ 33″ N, 12° 36′ 46″ O  | Station Nr. 119 „Sahlis“                                                                    |
| 120 | Ziegelheim           | nördlich Waldenburg die Kirchturmspitze diente als Hochpunkt | 50° 55′ 31″ N, 12° 33′ 17″ O | Marien-Wallfahrtskirche                                                                     |
| 121 | Pfaffroda            | bei Meerane | 50° 51′ 43″ N, 12° 30′ 18″ O |                                                                                             |
| 122 | Fuchsberg            | westlich von Crimmitschau der Triangulationspunkt ist nicht mehr vorhanden | 50° 50′ 0″ N, 12° 20′ 31″ O  |                                                                                             |
| 123 | Oberalbertsdorf      | nordwestlich von Werdau ebenerdiger Granitstein von 1859 mit Loch für die Signalstange | 50° 45′ 53″ N, 12° 16′ 37″ O |                                                                                             |
| 124 | Sorge                | Knopf der Turmspitze der Dorfkirche von Sorge südlich von Trünzig | 50° 44′ 4″ N, 12° 13′ 6″ O   |                                                                                             |
| 125 | Hospitalberg         | bei Dänkritz zwischen Crimmitschau und Zwickau, Triangulationssäule wurde durch den Bergbau 1939 zerstört | 50° 46′ 26″ N, 12° 25′ 40″ O |                                                                                             |
| 126 | Reinsdorf            | bei Zwickau ebenerdiger Granitstein von 1859 mit Loch für die Signalstange | 50° 42′ 28″ N, 12° 33′ 24″ O |                                                                                             |
| 127 | Katzenstein          | bei Affalter | 50° 39′ 16″ N, 12° 45′ 30″ O | Station Nr. 127 „Katzenstein“                                                               |
| 128 | Steinkamm            | auf dem sogenannten Weißen Stein westlich von Gelenau/Erzgeb. | 50° 41′ 47″ N, 12° 55′ 19″ O | Trinagulirung Steinkamm                                                                     |
| 129 | Greifenstein         | zwischen Geyer und Ehrenfriedersdorf | 50° 38′ 58″ N, 12° 55′ 49″ O | Station Nr. 129 „Greifenstein“                                                              |
| 130 | Pöhlberg             | bei Annaberg-Buchholz | 50° 34′ 25″ N, 13° 1′ 54″ O  | Station Nr. 130 „Pöhlberg“                                                                  |
| 131 | Bärenstein           | bei Bärenstein 2005 rund 25 m südlich des originalen Standortes wiedererrichtet | 50° 30′ 30″ N, 13° 1′ 9″ O   | Station Nr. 131 „Baerenstein“                                                               |
| 132 | Scheibenberg         | bei Scheibenberg 1994 infolge des Baus des Aussichtsturmes um rund 65 m nach Südsüdost versetzt | 50° 32′ 19″ N, 12° 55′ 30″ O | Station Nr. 132 „Scheibenberg“                                                              |
| 133 | Schatzenstein        | bei Elterlein, Beschriftung auf Vorder – und Rückseite | 50° 35′ 37″ N, 12° 50′ 36″ O | Station Nr. 133 „Schatzenstein“                                                             |
| 134 | Hirschensprung       | einbetonierter Messingbolzen, bei Rittersgrün | 50° 27′ 54″ N, 12° 47′ 37″ O |                                                                                             |
| 135 | Auersberg            | bei Johanngeorgenstadt Vermessungssäule befand sich auf der Nordseite der Plattform des Aussichtsturmes | 50° 27′ 22″ N, 12° 38′ 48″ O | Station Nr. 135 „Auersberg“ (2020, neu errichtetes Säulenfragment)                          |
| 136 | Hirschenstein        | westlich von Schneeberg im Hartmannsdorfer Forst | 50° 35′ 34″ N, 12° 34′ 21″ O | Station Nr. 136 „Hirschenstein“                                                             |
| 137 | Ebersbrunn           | südwestlich von Zwickau | 50° 38′ 47″ N, 12° 26′ 58″ O |                                                                                             |
| 138 | Carlshöhe            | nördlich von Reichenbach im Vogtland | 50° 38′ 53″ N, 12° 17′ 41″ O | Station Nr. 138 „Carlshöhe“                                                                 |
| 139 | Marienhöhe           | nördlich von Lengenfeld auf dem Rastplatz Waldkirchen der Bundesautobahn 72 | 50° 36′ 27″ N, 12° 23′ 11″ O | Station Nr. 139 „Marienhöhe“                                                                |
| 140 | Schönheide           | auf dem Kuhberg zwischen Stützengrün und Schönheide | 50° 31′ 12″ N, 12° 29′ 56″ O |                                                                                             |
| 141 | Kiel                 | nördlich von Klingenthal, bei Mühlleithen | 50° 24′ 22″ N, 12° 28′ 8″ O  |                                                                                             |
| 142 | Wendelstein          | am Ortsrand von Grünbach | 50° 27′ 9″ N, 12° 21′ 25″ O  | Station Nr. 142 „Wendelstein“                                                               |
| 143 | Wilhelmshöhe         | am Perlaser Turm, nordöstlich von Treuen | 50° 33′ 17″ N, 12° 19′ 17″ O | Station Nr. 143 „Wilhelmshöhe“                                                              |
| 144 | Lottengrün           | südöstlich von Plauen auf der Hohen Reuth (bei Tirpersdorf, Vogtlandkreis, Freistaat Sachsen) (50° 26′ 59″ N, 12° 15′ 55″ O) wurde bis 1890 nicht gebaut |                              |                                                                                             |
| 145 | Schöneck             | nordöstlich von Schöneck/Vogtl. gemauerte Säule, 2017/2018 neu errichtet | 50° 24′ 35″ N, 12° 21′ 34″ O |                                                                                             |
| 146 | Friedrichstein       | in Schöneck/Vogtl. | 50° 23′ 29″ N, 12° 19′ 45″ O | Station Nr. 145 „Schöneck“                                                                  |
| 147 | Hohenbrand           | zwischen Markneukirchen und Klingenthal | 50° 20′ 21″ N, 12° 23′ 9″ O  | Station Nr. 147 „Hoher Brand“                                                               |
| 148 | Landwüst             | auf dem Wirtsberg bei Landwüst | 50° 16′ 0″ N, 12° 20′ 16″ O  | Station Nr. 148 „Landwüst“                                                                  |
| 149 | Hainberg             | bei Aš in Böhmen, heute Háj u Aše eingegossener Messingbolzen vor dem Bismarckturm | 50° 14′ 0″ N, 12° 12′ 7″ O   |                                                                                             |
| 150 | Bärenloh             | auf der Bärenloher Höhe westlich von Bad Elster | 50° 17′ 17″ N, 12° 12′ 12″ O | Station Nr. 150 „Bärenloh“                                                                  |
| 151 | Bergen               | westlich von Adorf/Vogtl. | 50° 20′ 4″ N, 12° 10′ 45″ O  | Station Nr. 151 „Bergen“                                                                    |
| 152 | Platzerberg          | südlich von Triebel/Vogtland Vermessungspfeiler ist nicht mehr vorhanden | 50° 20′ 47″ N, 12° 6′ 22″ O  |                                                                                             |
| 153 | Kemmlerberg          | bei Plauen | 50° 28′ 25″ N, 12° 9′ 25″ O  | Station Nr. 153 „Kemmlerberg“                                                               |
| 154 | Syrau                | auf dem Steinpöhl zwischen Mehltheuer/Vogtl. und Syrau | 50° 32′ 14″ N, 12° 2′ 52″ O  | Station Nr. 154 „Syrau“                                                                     |
| 155 | Sandberg             | südlich von Thierbach bei Pausa/Vogtl. | 50° 34′ 23″ N, 11° 57′ 2″ O  |                                                                                             |
| 156 | Langenbach           | westlich von Mühltroff | 50° 32′ 4″ N, 11° 52′ 42″ O  |                                                                                             |
| 157 | Misslareuth          | Knopf der Turmspitze der Dorfkirche Mißlareuth | 50° 26′ 38″ N, 11° 54′ 22″ O |                                                                                             |
| 158 | Kandelstein          | südlich von Gutenfürst | 50° 24′ 27″ N, 11° 58′ 9″ O  |                                                                                             |